# Columbacris caudata
Columbacris caudata är en insektsart som beskrevs av Bruner, L. 1911. Columbacris caudata ingår i släktet Columbacris och familjen gräshoppor. Inga underarter finns listade i Catalogue of Life.